# Lomaiviti (archipel)
L'archipel Lomaiviti est un groupe d'îles composé de sept îles principales et de nombreuses petites îles dans la province de Lomaiviti, aux îles Fidji.
La majorité de ces îles sont d'origine volcanique. Ovalau a été la première île découverte, et a hébergé la première capitale des Fidji, Levuka, fondée en 1830.
La population totale de l'archipel était de 16 461 habitants en 2007.

## Liste des îles
- Batiki
- Gau, d'une superficie de 163,1 km2
- Koro, île volcanique de 108,9 km2
- Makogai
- Motoriki
- Naigani
- Nairai
- Namenalala
- Ovalau, d'une superficie de 102 km2
- Toberua
- Wakaya